# Sân bay quốc tế Quan Âm Từ Châu
Sân bay Quan Âm Từ Châu (giản thể: 徐州观音机场; phồn thể: 徐州觀音機場; pinyin: Xúzhōu Guānyīn Jīchǎng), (IATA: XUZ, ICAO: ZSXZ) là một sân bay ở Từ Châu, Giang Tô, Cộng hoà Nhân dân Trung Hoa, hơn 45 km về phía đông nam trung tâm Từ Châu.
Sân bay được khai trương ngày 8-11-19977  với nhà ga 20.000 mét vuông, đường băng dài 3400 m. Kinh phí xây dựng là 105 triệu USD, do chính quyền Từ Châu chịu chi phí.
Năm 2007, sân bay này phục vụ 414.057 lượt khách, tăng 38% so với năm 2006, xếp thứ 59 trong các sân bay Trung Quốc .

## Các hãng hàng không và tuyến bay
- Air China (Bắc Kinh-Thủ đô)
- China Eastern Airlines (Hàng Châu, Thượng Hải-Hồng Kiều, Ôn Châu, Hạ Môn)
- China Southern Airlines (Đại Liên, Quảng Châu, Quế Lâm, Côn Minh, Yên Đài)
- Hainan Airlines (Hải Khẩu, Thâm Quyến)
- Shanghai Airlines (Thượng Hải-Hồng Kiều)
- Sichuan Airlines (Thành Đô, Đại Liên)